# Ноћ вјештица
Ноћ вјештица (енгл. Halloween) прослава је која се у многим земљама обиљежава 31. октобра, уочи хришћанског празника Сви свети, чиме започиње период посвећен сјећању на мртве, као што су свеци, мученици и други преминули. У популарној култури, овај дан је постао прослава ужаса, повезујући се са језивим и натприродним.
Према једној од теорија сматра се да су многе традиције за Ноћ вјештица под великим утицајем келтских фестивала жетве, посебно гелског фестивала Сауњ или Самаин, за који се сматра да има паганске коријене, а уједно је и ирски назив за мјесец новембар. Други сматрају да је Самаин христијанизован као Дан свих светих од стране цркве. Поједини академици вјерују да је Ноћ вјештица настала искључиво као хришћански празник, односно као бдење пред Дан свих светих. Након што су га славили вјековима у домовини, ирски и шкотски мигранти донијели су многе обичаје празника Ноћи вјештица током 19. вијека у Сјеверну Америку, а затим се захваљујући америчком утицају проширио на друге земље крајем 20. и почетком 21. вијека.
Активности за Ноћ вјештица чине сакупљање слаткиша познато као „смицалица или посластица”, посјећивање костимираних забава, резбарење бундева у Џек-о-’Лантерне, паљење ломача, хватање јабука устима, игре прорицања, шале, посјете уклетим атракцијама, причање страшних прича, као и гледање хорор филмова. Поједини хришћани овај празник славе посјећивањем црквене службе и паљењем свијећа на гробовима преминулих, док га други сматрају секуларном прославом. Поједини хришћани се уздржавају од уноса меса на Дан свих светих, те припремају искључиво вегетаријанску храну.

## Етимологија
Ноћ вјештица је позната и по другим терминима, од којих је најпознатији Вече свих светих. Ријеч Ноћ вјештица („Вече свих светих“) је хришћанског поријекла. Термин који је еквивалентан — „Вече свих светих“, присутан је у староенглеском језику. Ријеч  у енглеском долази од шкотског облика All Hallows' Eve, односно вече уочи Дана свих светих; ријеч even је шкотски израз за „вече“, од чега се користе скраћени облици e'en и een, на основу чега Ноћ вјештица на шкотском постаје Hallowe'en умјесто енглеског Halloween.

## Историја

### Хришћанско поријекло и историјски обичаји
Сматра се да Ноћ вјештица има утицаја из хришћанских вјеровања и обичаја. Енглеска ријеч „Ноћ вјештица“ потиче од ријечи „Вече свих светих“, што је вече уочи хришћанских светих дана, Дана свих светих 1. новембра и Задушног дана (или Дана душа) 2. новембра. Још од времена ране Цркве, велики празници у хришћанству (као што су Божић, Ускрс и Педесетница) имали су бденије које су почињале претходне ноћи, као и празник Свих светих. Та три дана се заједнички називају Тридијум свих светих и вријеме су када западни хришћани поштују све мртве, као што су свеци мученици и други преминули, и моле се за душе недавно преминулих које тек треба да стигну на небо. Помен свих светих и мученика одржавало је више цркава на различите датуме, углавном на прољеће. У римској Едеси из 4. вијека одржан је помен 13. маја, а 13. маја 609. Папа Бонифације IV поново је посветио Пантеон у Риму „Светој Марији и свим мученицима“. То је био датум Лемурије, древног римског празника мртвих.
У 8. вијеку, Папа Гргур III (731–741) основао је у базилици Светог Петра ораторијум за мошти „светих апостола и свих светих, мученика и исповједника“. Неки извори кажу да је посвећена 1. новембра, док други истичу да је то било на Цвијетну недељу у априлу 732. године. До 800. године постоје докази да су цркве у Ирској и Нортамбрији одржавале празник у част свих светих 1. новембра. Сматра се да је Алкуин од Нортумбрије, члан двора Карла Великог, тада увео 1. новембар као датум одржавања празника у Франачком царству, а године 835. то је постао и званични датум у Франачкој. Неки сматрају да је то било због келтског утицаја, док други сматрају да је ријеч о германској идеји, иако се тврди да су и германски и келтски народи комеморирали мртве почетком зиме. Вјерује се да су они тај период сматрали као најприкладније вријеме за то, јер је то доба „умирања“ у природи. Такође се сматра да је промјена направљена на практичним основама јер Рим љети није могао да прими велики број ходочасника који су хрлили у њега, а можда и због забринутости за јавно здравље због римске грознице, која је однијела бројне животе током спарних љета у Риму.
До краја 12. вијека, прослава је постала позната као свети дани обавезе у западном хришћанству и укључивала је такве традиције као што је звоњење црквених звона за душе у чистилишту. Такође је био обичај да плачући обучени у црно парадирају улицама, звонећи жалосним звоном и позивајући све добре хришћане да се сјете јадних душа. Обичај печења и дијељења колача за све крштене душе, сугерисан је као претеча обичаја „смицалица или посластица”, који је постао популаран у 20. и 21. вијеку. Обичај датира најкасније из 15. вијека, а био је заступљен у дијеловима Енглеске, Велса, Фландрије, Баварске и Аустрије. Групе сиромашних људи, често дјеце, ишле су од врата до врата током празника Светих дана, сакупљајући колаче за душе, у замјену за молитву за мртве, посебно за душе пријатеља и рођака даровалаца. То се звало „душебрижништво“. Ти колачи су нуђени и за јело самих душа, или би „душебрижници” били њихови представници. Као и код великопосне традиције топлих погача, колачи за душе су често обиљежавани крстом, што указује да су печени као милостиња. Шекспир помиње тај обичај у својој комедији Два господина из Вероне (1593). Када су ишли да дијеле колаче за душе, хришћани су носили „фењере направљене од издубљене репе“, које су првобитно могле да представљају душе мртвих; Џек-о-’Лантерн бундеве су коришћене да отјерају зле духове. На дан Свих Светих и на Задушни дан током 19. вијека палиле су се свијеће у домовима у Ирској, Фландрији, Баварској и у Тиролу, гдје су их звали „свијетло душе“, а које су служиле „за усмјеравање душа које се враћају да посјете своје земаљске домове“. У многим од тих мјеста палиле су се и свијеће на гробовима на Задушни дан. У Бретањи су се либације млијеком изливале на гробове родбине, или би се храна остављала преко ноћи на столу за душе које се враћају; обичај се такође налази у Тиролу и дијеловима Италије.
Хришћански свјештеник Принц Сори Конте повезао је ношење костима са вјером у осветољубиве духове, написавши: „Традиционално се вјеровало да душе преминулих лутају земљом до Дана свих светих, а ноћ свих светих представља последњу шансу за мртве да се освете својим непријатељима прије него што пређу на следећи свијет. Да не би били препознати од било које душе која би могла да тражи такву освету, људи би навлачили маске или костиме". У средњем вијеку, цркве у Европи које су биле исувише сиромашне да би излагале мошти светих мученика на Задушни дан, умјесто тога су дозвољавале парохијанима да се облаче као свеци. Неки хришћани у модерном добу поштују тај обичај на Ноћ вјештица. Лесли Бенатајн сматра да је то могло бити христијанизација ранијег паганског обичаја. Многи хришћани у континенталној Европи, посебно у Француској, вјеровали су да једном годишње, на Ноћ вјештица, мртви у црквеним двориштима устану за „један дивљи, одвратни карневал“ познат као мртвачки плес, који се често приказивао у црквеној декорацији. Кристофер Олманд и Розамонд Макитерик су написали у књизи Нова средњовјековна историја Кембриџа да је тај мртвачки плес подстицао хришћане „да не забораве крај свих земаљских ствари“. Плес се понекад изводио и на европским сеоским такмичењима и дворским маскенбалима, са људима који су се „облачили у лешеве из различитих слојева друштва“, а сматра се да то може да буде поријекло костимираних забава за Ноћ вјештица.
У Британији су ти обичаји били на удару током Реформације, пошто су протестанти прозивали чистилиште као „попску“ доктрину која није у складу са калвинистичком доктрином предодређења. Државно одобрене церемоније повезане са заступништвом светаца и молитвом за душе у чистилишту укинуте су током елизабетанске реформе, иако је Дан свих светих остао у енглеском литургијском календару како би обиљежили сјећање на свеце као побожна људска бића. За неке неконформистичке протестанте, теологија вечери свих светих је редефинисана; Џек Сантино је у својој књизи написао: „душе не могу да путују из Чистилишта на свом путу ка небу, као што католици често вјерују и тврде. Умјесто тога, сматра се да су такозвани духови у ствари зли духови“. Други протестанти су вјеровали у средње стање познато као Хад (Абрахамова крила). У неким мјестима, католици и протестанти су наставили са душебрижништвом, процесијама уз свијеће или звоњавом црквених звона за мртве; Англиканска црква је на крају потиснула ту звоњаву. Марк Донели, професор средњовјековне археологије и историчар Данијел Дил написали су да су „штале и домови били благословени да заштите људе и стоку од утицаја вјештица, за које се вјеровало да прате злоћудне духове док су путовали земљом“. После 1605. године, Ноћ вјештица у Енглеској је помрачила ноћ Гаја Фокса (5. новембра), која је присвојила неке од њених обичаја. У Енглеској је окончање званичних церемонија везаних за посредовање светаца довело до развоја нових, незваничних обичаја Светих празника. У руралном Ланкаширу из 18. и 19. вијека, католичке породице су се окупљале на брдима у ноћи Свих светих. Један је држао гомилу запаљене сламе на вилама док су остали клечали око њега, молећи се за душе рођака и пријатеља док се пламен не угаси. То је било познато као teen'lay. Постојао је сличан обичај у Хартфордширу, као и паљење ватри у Дарбиширу. Неки су истакли да су ти пламенови првобитно били запаљени да би „водили јадне душе назад на земљу“. У Шкотској и Ирској, стари обичаји за Задушни дан који су били у супротности са реформаторским учењем нису потиснути јер су „били важни за животни циклус и обреде проласка локалних заједница“ и њихово обуздавање би било тешко.
У дијеловима Италије све до 15. вијека породице су остављале оброк за духове рођака, прије него што су одлазиле на црквене службе. У Италији у 19. вијеку, цркве су постављале „позоришне реконструкције сцена из живота светаца“ на Дан свих светих, са „учесницима представљеним реалистичним воштаним фигурама“. Године 1823. гробље болнице Светог Духа у Риму представило је сцену у којој су тијела недавно умрлих поређана око воштане статуе анђела који је показивао навише ка небу. Такође, парохијски свјештеници су ишли од куће до куће, тражећи мале дарове у храни коју су дијелили међу собом цијеле те ноћи током празника. У Шпанији и даље пеку посебна пецива која се зову „кости светих“ и постављају их на гробове. На гробљима у Шпанији и Француској, као и у Латинској Америци, свјештеници предводе хришћанске процесије и богослужења за вријеме празника Светих, након чега људи врше цјелоноћно бдење. У Сан Себастијану у 19. вијеку, одржана је процесија до градског гробља током празника, што је привукло просјаке који су се жалили и позивали на њежна сјећања нечијих покојних рођака и пријатеља за саосјећање.

### Гелски народни утицај
Сматра се да су модерни обичаји за Ноћ вјештица били под утицајем народних обичаја и вјеровања из земаља келтског говорног подручја, а за неке се вјерује да имају паганске коријене. Сматра се да поријекло празника датира још од античког келтског или гелског фестивала Самаин, који је био посвећен истоименом паганском божанству. Келти, који су живјели на просторима данашње Ирске, славили су своју Нову годину 1. новембра, а ноћ пред Нову годину славили су Самаин, што је уједно био и ирски назив за мјесец новембар. Вјеровали су да се тада духови мртвих враћају на земљу узрокујући проблеме и уништавајући усјеве. Келтски пагански свјештеници правили су огромне ломаче гдје су се људи окупљали како би спалили усјеве и животиње као жртве келтским божанствима. У току прославе носили су костиме, углавном од животињских глава и коже, а на ногама су носили папуче од мајмунске коже. Фолклориста Џек Сантино, написао је да је у цијелој Ирској постојало нелагодно примирје између обичаја и вјеровања повезаних са хришћанством и оних повезаних са религијама које су биле ирске прије доласка хришћанства.
Самаин је један од кварталних дана у средњовјековном гелском календару и слави се од заласка сунца 31. октобра до заласка сунца 1. новембра, у Ирској, Шкотској и на Острву Мен. Бритонски Келти су одржали сродни фестивал, под називом Calan Gaeaf у Велсу, Kalan Gwav у Корнволу и Kalan Goañv у Бретањи; име које значи „први дан зиме“. За Келте се дан завршавао и почињао заласком сунца; фестивал је почињао вече прије 1. новембра по модерном рачунању. Самаин се помиње у неким од најранијих ирских књижевности. Имена су користили историчари за означавање келтских обичаја за Ноћ вјештица све до 19. вијека, а то су остали гелски и велшки називи за Ноћ вјештица.
Самаин је означавао крај сезоне жетве и почетак зиме или „тамнију половину“ године како су је звали. На њега се гледало као на крајње вријеме, када се тањила граница између свијета живих и Оностраног свијета, шо је значило да су створења Аос си, духови или виле, могли лакше да дођу у свијет живих и били су посебно активни. Већина научника сматра да су то биле деградиране верзије древних богова, чија је моћ остала активна у главама људи чак и након што су их званично замијенила каснија вјерска увјерења. Други сматрају да је Самаин христијанизован као Дан свих светих од стране цркве. Поједини академици вјерују да је Ноћ вјештица настала искључиво као хришћански празник, односно као бдење пред Дан свих светих. Поштовали су и плашили се и бића из народних обичаја и древне митологије, као и оних из новоприхваћене религије, а појединци су се често позивали на Божију заштиту када су се приближавали њиховим домовима. На Самаин, створења Аос си су умиривали жртвом како би осигурали да људи и стока преживе зиму; понуде хране и пића или дјелова усјева, остављали су напољу за њих. За душе умрлих се такође говорило да поново посјећују своје домове тражећи гостопримство, а за трпезу и поред ватре постављана су мјеста за дочек. Сматра се да вјеровање да се душе мртвих враћају кући једне ноћи у години и да се морају умирити има древно поријекло и налази се у многим културама. У Ирској у 19. вијеку, паљене су свијеће и службено се приносиле молитве за душе умрлих. Послије тога су почињале игре уз јело и пиће.
Широм Ирске и Британије, посебно у регионима келтског говорног подручја, кућне свјечаности укључивале су ритуале прорицања и игре намијењене предвиђању нечије будућности, посебно у вези са смрћу и браком. Често су се користиле јабуке и орашасти плодови, а обичаји су укључивали лупање јабуке, печење орашастих плодова, кристаломантију или прорицање гледањем у огледало, сипање растопљеног олова или бјеланаца у воду, тумачење снова и друго. Паљене су посебне ломаче и постојали су ритуали који су укључивали њих. Сматрало се да њихов пламен, дим и пепео имају моћ заштите и чишћења. Негдје су бакље запаљене од ломаче људи носили око кућа и поља у смјеру од истока ка западу, у правцу Сунца, да би их заштитили. Претпоставља се да су ватре биле нека врста имитативне или симпатичне магије, опонашале су Сунце и задржавале пропадање и таму зиме. Коришћени су и за гатање и за одгон злих духова. У Шкотској су црквене старјешине у неким парохијама забраниле ове ломаче и гатачке игре. У Велсу су паљене и ломаче да би се „спријечило да душе мртвих падну на земљу“. Касније су те ломаче паљене како би „одвраћале ђавола“.
Најмање од 16. вијека, фестивал је укључивао представе мумера и гуисинга у Ирској, Шкотској, на Острву Мен и Велсу. То је укључивало људе који су ишли од куће до куће у костимима (или прерушени), обично рецитујући стихове или пјесме у замјену за храну. Сматра се да је можда првобитно била традиција по којој су људи имитирали Аос Си или душе мртвих и примали понуде у њихово име, слично „душебрижништву“. Вјеровало се да лажно представљање у та бића и ношење маске штити од њих. У дијеловима јужне Ирске, прерушавања позната као гуисинг су укључивала „коњски хоби“, при чему би човјек обучен као Láir Bhán (бијела кобила) водио младе од куће до куће рецитујући стихове, од којих су неки имали пагански призвук, у замјену за храну. Ако би домаћинство донирало храну, могло би очекивати срећу од Muck Olla, а ако то не би учинили, донијело би им несрећу. У Шкотској су млади ишли од куће до куће са маскираним, офарбаним или поцрњелим лицима, често пријетећи да ће учинити несташлуке ако им не укажу добродошлицу. Маријан Мекнил је истакла да је древни фестивал укључивао људе у костимима који су представљали духове, а да су лица била обиљежена или поцрњена пепелом са свете ватре. У дијеловима Велса, мушкарци су ишли обучени као страшна бића звана gwrachod. Крајем 19. и почетком 20. вијека млади људи у Гламоргану и Оркнију су се укрштено облачили.
Другдје у Европи, мумери су били дио других фестивала, али у регионима келтског говорног подручја било је „посебно прикладно за ноћ у којој се говорило да су натприродна бића у иностранству и да су их људи луталице могли опонашати или одбити“. Најмање од 18. вијека, „имитирање злоћудних духова“ довело је до збијања шала у Ирској и Шкотском висоравни. Ношење костима и шале на Ноћ вјештица нису се проширили на Енглеску све до 20. вијека. Шаљивџије су као фењере користиле издубљене репе или сточне репе, често исклесане гротескним лицима. Они који су их правили, за фењере су на различите начине говорили да представљају духове или да се користе да одагнају зле духове. Били су уобичајени у дијеловима Ирске и Шкотске висоравни у 19. вијеку, као и у Самерсету. У 20. вијеку проширили су се на друге дијелове Британије и постали опште познати као Џек-о-’Лантерн.

### Ширење у Сјеверну Америку
Лесли Бенатајн и Синди От су написали да су англикански колонисти у јужним савезним државама Сједињених Америчких Држава и католички колонисти у Мериленду усвојили и празновали Дан свих светих у својим црквеним календарима, иако су се пуританци из Нове Енглеске оштро противили празнику, заједно са другим традиционалним прославама које је установила Црква, укључујући Божић. У алманасима из касног 18. и почетка 19. вијека не постоје никакве назнаке да се Ноћ вјештица нашироко славила у Сјеверној Америци.
Тек након масовне имиграције Ираца и Шкота у 19. вијеку, Ноћ вјештица је постао велики празник у Америци, док су га други сматрали секуларном прославом. Већина традиција и обичаја наслијеђена је од Ираца и Шкота, иако су се у областима Каџуна служиле ноћне мисе на гробљима увече на Ноћ вјештица. Свијеће које су биле благословљене стављале су се на гробове, а породице су понекад проводиле цијелу ноћ на гробу. Првобитно ограничен на ове имигрантске заједнице, постепено је интегрисан у цијелу заједницу и слављен од обале до обале од стране људи свих друштвених, расних и вјерских припадности почетком 20. вијека. Затим су се, захваљујући америчком утицају, те традиције Ноћи вјештица прошириле на многе друге земље крајем 20. и почетком 21. вијека, укључујући континенталну Европу и неке дијелове Далеког истока.

## Симболи
Развој артефаката и симбола повезаних са Ноћи вјештица формирао се током времена. Бундеве Џек-о'-лантерн традиционално носе гуисери на Дан свих светих да би уплашили зле духове. О њиховом настанку и имену постоји популарна ирска хришћанска народна прича, а у фолклору представља „душу којој је одбијен улазак и у рај и у пакао“:
На путу кући након ноћног опијања, Џек је наишао на ђавола и преварио га је да се попне на дрво. Џек који је брзо размишљао урезао је знак крста у кору и тако је ухватио Ђавола у замку. Он затим склапа нагодбу да Сатана никада не може да затражи његову душу. Након живота у греху, пићу и лажи, Џеку је одбијен улазак у рај када је умро. Одржавајући обећање, Ђаво је одбио да га пусти у пакао и бацио је на њега живи угаљ право из паклене ватре. Била је хладна ноћ, па је Џек ставио угаљ у издубљену репу да спријечи да се угаси и од тада су Џек и његов фењер тумарали тражећи мјесто за одмор.
Према другој верзији, ковач Џек је преварио Ђавола тако што му је понудио душу у замјену за пиће и након што се Ђаво претворио у новчић како би платио пиће, Џек га је брзо ставио у џеп у којем је био крст, због којег се Ђаво више није могао вратити у свој облик. Тек након што му је обећао да неће тражити његову душу још десет година, Џек га је извадио из џепа. Након десет година опет је преварио Ђавола тако што га је замолио да му дода јабуку са стабла, али је на кори стабла брзо нацртао крст, тако да га Ђаво поново није могао дохватити. Када је Џек умро, није био примљен због свог грешног живота у Рај, а на вратима Пакла дочекао га је Ђаво и послао назад у мрак, а да га се ријеши дао му је комад угља. Џек је у џепу имао репу, коју је издубио и ставио у њу угаљ и од тада је Џек, који никада није пронашао пут кући лутао мраком носећи издубљену репу у руци, а Џек О’Лантерн (Џек Фењер) постао је симбол душе која је проклета и која лута између свјетова.
У Ирској и Шкотској, традиционално се резбарила репа током Ноћи вјештица, али су имигранти у Сјеверној Америци користили аутохтону бундеву, која је и много мекша и много већа, што је чини лакшом за резање од репе. Америчка традиција резбарења бундева забиљежена је 1837. године и првобитно је била повезана са уопштеним временом жетве и није се посебно повезивала са Ноћи вјештица све до периода од средине до краја 19. вијека.
Модерне слике Ноћи вјештица потичу из многих извора, укључујући хришћанску есхатологију, националне обичаје, готичку и хорор литературу (као што су романи Франкенштајн или модерни Прометеј и Дракула) и класичне хорор филмове као што су Франкенштајн (1931) и Мумија (1932). Слике лобање, референца на Голготу у хришћанској традицији, служе као „подсјетник на смрт и пролазни квалитет људског живота“ и стога се налазе у композицијама Memento mori и ванитас; лобање су због тога биле уобичајене у Ноћи вјештица, која се дотиче те теме. Традиционално, задњи зидови цркава су „украшени приказом Страшног суда, заједно са отварањем гробова и ускрснућем мртвих, са небом испуњеним анђелима и паклом пуним ђавола“, мотивом који је прожимао поштовање тог Тридијума. Једно од најранијих дјела на тему Ноћи вјештица је од шкотског пјесника Џона Мејна, који је 1780. забиљежио шале на Ноћ вјештица, написавши „какве страхотне шале настају!“, као и натприродне ствари повезане са ноћи, укључујући духове, који су се називали bogles. Својим дјелом је извршио утицај на поему Ноћ вјештица шкотског пјесника Роберта Бернса (1785). Током празника преовладавају и елементи јесење сезоне, као што су бундеве, кукурузне љуске и страшила; домови су често украшени тим врстама симбола у том периоду. Слике за Ноћ вјештица укључују теме смрти, зла и митских чудовишта, док су црне мачке, које су дуго биле повезане са вјештицама, такође уобичајени симбол, а црна, наранџаста и понекад и љубичаста су традиционалне боје за Ноћ вјештица.

## Смицалица или посластица и прерушавање
Смицалица или посластица је уобичајена прослава за дјецу на Ноћ вјештица. Дјеца иду у костимима од куће до куће, тражећи посластице као што су слаткиши или понекад новац, са питањем: “Смицалица или посластица?“ (Trick or treat) Ријеч „смицалица“ подразумијева „пријетњу“ да ће се нанијети несташлук власницима куће или њиховој имовини ако се не дају посластице. Сматра се да та пракса има коријене у средњовјековној пракси мумирања, која је уско повезана са душебрижништвом. Џон Пим је написао да је многе празнике повезане са извођењем мумирања прослављала хришћанска црква. Ти празнични дани су укључивали Дан свих светих, Божић, Дванаесту ноћ и Покладни уторак. Мумирање које се практикује у Њемачкој, Скандинавији и другим дијеловима Европе, укључивало је маскиране особе у елегантним хаљинама које су парадирале улицама и улазиле у куће да у тишини плешу или играју коцкице.
У Енглеској, од средњовјековног периода, па све до 1930-их, људи су практиковали хришћански обичај душебрижништва на Ноћ вјештица, који је укључивао групе душебрижника, и протестаната и католика, који су ишли од парохије до жупе, просећи од богаташа колаче за душе, у замјену за молитву за душе дароватеља и њихових пријатеља. На Филипинима, пракса душебрижништва се зове Pangangaluluwa и практикује се на Дан свих светих међу дјецом у руралним областима. Људи се облаче у бијело одијело да представљају душе, а затим посјећују куће, гдје пјевају у замјену за молитве и слаткише.
У Шкотској и Ирској, маскирање познато као гуисинг, односно прерушена дјеца која иду од врата до врата по храну или новчиће, је секуларни обичај за Ноћ вјештица. У Шкотској је на Ноћ вјештица 1895. године забиљежено гдје прерушене особе на маскембалима носе фењере направљене од извађене репе, посјећују куће да би били награђени колачима, воћем и новцем. У Ирској је најпопуларнија фраза коју су дјеца узвикивала до 2000-их била „Помозите забави за Ноћ вјештица“. Пракса прерушавања на Ноћ вјештица у Сјеверној Америци први пут је забиљежена 1911. године, гдје су новине у Кингстону, извијестиле да дјеца иду прерушена по комшилуку.
Америчка историчарка и списатељица Рут Една Кели из Масачусетса написала је прву књигу о историји Ноћи вјештица у САД; Књига о Ноћи вјештица (1919), гдје помиње душебрижништво у поглављу „Ноћ вјештица у Америци“. У књизи је писала и о обичајима који су стигли са друге стране Атлантика, написавши: „Американци су их гајили и од ове прилике чине нешто попут онога што је морало бити у својим најбољим данима у иностранству. Сви обичаји за Ноћ вјештица у Сједињеним Државама су позајмљени директно или прилагођени од обичаја других земаља“.
Прво помињање прерушавања у Сјеверној Америци појављује се 1911. године, а затим се 1915. помиње ритуално просјачење на Ноћ вјештица, док се трећи пут помиње у Чикагу 1920. године. Најранија позната употреба термина „смицалица или посластица“ у штампи се појављује 1927. године у засеоку Блеки у Алберти, у часопису Blackie Herald.
Хиљаде разгледница за Ноћ вјештица произведених између почетка 20. вијека и 1920-их обично приказују дјецу, али не и третман „смицалица или посластица“. Сматра се да тај обичај није постао широко распрострањена пракса у Сјеверној Америци све до 1930-их, са првим појављивањем тог термина у САД 1934. године, а са првом употребом у националној публикацији 1939.
Популарна варијанта обичаја „смицалица или посластица“, позната као „гепек или посластица“, јавља се када се дјеци нуде посластице из гепека аутомобила паркираних на црквеном паркингу или, понекад, на школском паркингу. Код обичаја „гепек или посластица“, пртљажник (гепек) сваког аутомобила је украшен одређеном темом, као што су оне из књижевности за дјецу, филмова, светих списа и радних улога. Тај обичај је постао популарнији у 21. вијеку, због своје перцепције да је безбједније од одласка од врата до врата, што су прихватили родитељи, а сматра се и да „рјешава руралну загонетку у САД, у којој се куће граде на удаљености од пола миље“.

## Костими
Костими за Ноћ вјештица су традиционално направљени по узору на фигуре као што су вампири, духови, скелети, вјештице које изгледају страшно и ђаволи. Временом се избор костима проширио на популарне ликове из фикције, познате личности и генеричке архетипове као што су нинџе и принцезе.
Облачење у костиме и одлазак у „гуисинг“ било је преовлађујуће у Шкотској и Ирској на Ноћ вјештица до пред крај 19. вијека. Традиција се назива „гуисинг“ према шкотском изразу, због прерушавања или костима које носе дјеца. У Ирској и Шкотској, маске су познате као „лажна лица“, што је израз који је један Шкот забиљежио у Еру у Шкотској 1890. године и описивао је прерушену дјецу, написавши: „Имао сам на уму да је Ноћ вјештица... мали клинци (дјечаци) су већ били у томе, трчећи около са својим лажним лицима и својим комадићима репе фењера у својим рукама.“ Костимирање је постало популарно за забаве за Ноћ вјештица у САД почетком 20. вијека, подједнако често и за одрасле и за дјецу, а обичај „посластица или смицалица“ је постао популаран у Канади и САД 1920-их и 1930-их.
Еди Џеј Смит је у својој књизи Ноћ вјештица, свети се име твоје, писала о религиозној перспективи ношења костима уочи Дана свих светих, написавши: „облачењем у створења која су код нас у једном тренутку изазивала страх и дрхтање, људи су у стању да се подсмијавају Сатани чије је царство опљачкао наш Спаситељ.“ Слике скелета и мртвих су традиционални украси који се користе као memento mori.
„Посластица или смицалица за Уницеф“ је програм прикупљања средстава за подршку Уницефу, програму Уједињених нација који пружа хуманитарну помоћ дјеци у земљама у развоју. Започео је као локални догађај у сјевероисточној Филаделфији 1950. године и проширио се на националном нивоу 1952. године; програм укључује дистрибуцију малих кутија по школама (или у модерним временима, код корпоративних спонзора попут компаније Hallmark Cards у њиховим лиценцираним продавницама) онима који учествују у обичају „посластица или смицалица“, у којој могу да траже донације ситног новца од кућа које посјећују. Процјењује се да су дјеца прикупила више од 118 милиона долара за Уницеф од његовог оснивања. У Канади 2006. године, Уницеф је одлучио да укине њихове кутије за прикупљање за Ноћ вјештица, наводећи као разлог безбједносне и административне бриге; након консултација са школама, они су умјесто тога редизајнирали програм.
Годишња парада за Ноћ вјештица у Њујорку је почела 1974. године; то је највећа свјетска парада за Ноћ вјештица и једина велика ноћна парада у Америци, на којој учествује више од 60.000 костимираних учесника, прати је око два милиона гледалаца,као и бројна телевизијска публика широм свијета. Има своје коријене у њујоршкој квир заједници.
Од касних 2010-их, етнички стереотипи као костими су све више били под лупом у Сједињеним Државама. Такви и други потенцијално увредљиви костими су наишли на све веће негодовање јавности.

### Костими за кућне љубимце
Према извјештају Националне малопродајне федерације из 2018. године, 30 милиона Американаца је потрошило око 480 милиона долара на костиме за Ноћ вјештица за своје љубимце у 2018. То је више у односу на процијењених 200 милиона долара колико је потрошено 2010. године. Најпопуларнији костими за кућне љубимце су бундева, хот дог и бумбар.

## Игре и друге активности
Постоји неколико игара које су традиционално повезане са Ноћи вјештица. Неке од њих настале су као ритуали прорицања или начини предвиђања будућности, посебно у вези са смрћу, браком и дјецом. Током средњег вијека, те ритуале је радио ријетко ко у руралним заједницама јер се сматрало „смртоносно озбиљним“ праксама. У модерном добу, те игре прорицања биле су уобичајена карактеристика кућних свечаности у Ирској и Британији, а често укључују јабуке и љешнике. У келтској митологији, јабуке су биле снажно повезане са Оностраним и бесмртношћу, док су љешници били повезани са божанском мудрошћу. Неки такође сматрају да потичу од римских обичаја у прослављању Помоне.
Бројне активности биле су заједничка карактеристика Ноћи вјештица у Ирској и Британији у периоду од 17. до 20. вијека; неке су постали распрострањеније и и даље су популарне данас. Једна уобичајена игра је хватање јабука или закуцавање (у шкотској се назива ), у којој јабуке лебде у кади или великом базену са водом и учесници морају да користе само своје зубе да би извадили јабуку из базена. У варијанти закуцавања учесници клече на столици, држе виљушке међу зубима и покушавају да виљушку забију у јабуку. Друга уобичајена игра укључује качење колача обложених сирупом на конце и морају да се једу без употребе руку док остају везани за коноп, при чему учесницима често буде залијепљено лице. У једној од игара, каче се мале дрвене шипке са плафона у висини главе, са упаљеном свијећом на једном крају и јабуком која виси са другог. Штап се окреће и сви се смјењују да зубима ухвате јабуку.
Неколико традиционалних активности из Ирске и Британије укључује прорицање будућег партнера или супружника. Јабука би се огулила у једну дугачку траку, па би се кора пребацила преко рамена. Сматрало се да кора слијеће у облику првог слова имена будућег супружника. Близу ватре би се пекла два љешника; један је назван по особи која их пече, а други по особи коју желе. Ако љешници скачу од врућине то се сматрало као лош знак, а ако се пеку тихо то се сматрало као предсказање доброг слагања. Један од начина прорицања супружника је био тај што би испекли слану овсену кашу коју би особа појела у три залогаја и онда би у тишини отишла у кревет без ичега да попије. Сматрало се да то резултира сном у којем им будући супружник нуди пиће да утоле жеђ. Једно од вјеровања је да неудате жене на Ноћ вјештица сједе у замраченој просторији и гледају у огледало и да ће се у огледалу појавити лик њиховог будућег мужа. Обичај је био прилично распрострањен и обиљежавао се на честиткама с краја 19. и почетка 20. вијека.
Једна од популарних ирских игара је и повези преко очију, која се у Ирској зове púicíní. У игри особа има повез преко очију и бира између неколико тањира, а предмет у тањиру даје наговјештај о њиховој будућности; прстен би значио да ће се ускоро вјенчати, глина да ће ускоро умријети, можда у току године, вода да ће се иселили, бројанице да ће примити свети ред (постати монахиња, свјештеник, монах); новчић да ће се обогатити, пасуљ да ће бити сиромашни. Игра је описана у краткој причи Џејмса Џојса под називом Глина 1914. године.
У Ирској и Шкотској једна од популарних игара је такође скривање предмета у храни, обично у колачима, бармбреку, краначану, шампима или колканону, а дјелови тога се сервирају насумично. Будућност неке особе се прориче предметом који би случајно пронашао, од чега прстен означава брак, а новчић богатство.
Све до 19. вијека, ломаче за Ноћ вјештица су се такође користиле за прорицање у дијеловима Шкотске, Велса и Бретање. Када би се ватра угасила, у пепео би се полагао прстен камења, по један за сваку особу. Ујутру, ако би неки камен био погрешно положен, сматрало се да особа коју представља неће преживјети годину. У Мексику дјеца праве олтаре како би позвала духове преминуле дјеце да се врате.
Причање прича о духовима, слушање пјесама са темом Ноћи вјештица и гледање хорор филмова су уобичајени дио забава за Ноћ вјештица. Епизоде телевизијских серија и специјала на тему Ноћи вјештица (са специјалцима који су обично намијењени дјеци) обично се емитују на или прије Ноћи вјештица, док се нови хорор филмови често пуштају прије Ноћи вјештица како би се искористио празник.

## Уклете атракције
Уклете атракције су простори за забаву дизајнирани да узбуде и уплаше посјетиоце. Већина атракција су сезонски послови за Ноћ вјештица који могу да обухватају уклете куће, лавиринте кукуруза и јахање сијена, а ниво софистицираности ефеката је порастао како је индустрија расла.
Прва забиљежена намјенски изграђена уклета атракција била је Кућа духова Ортона и Спунера, која је отворена 1915. у Липхуку у Енглеској, а највише је личила на карневалску забавну кућу, коју покреће пара. Кућа и даље постоји, у колекцији Hollycombe Steam, а 2017. је поново отворена.
Током 1930-их, отприлике у исто вријеме када и обичај „смицалица или посластица“, куће са уклетом тематиком Ноћи вјештица су први пут почеле да се појављују у Америци. Крајем 1950-их почеле су да се појављују уклете куће као главна атракција, фокусирајући се прво на Калифорнију. Спонзорисана од стране Дјечјег дома здравља Junior Auxiliary, Уклета кућа Сан Матео отворена је 1957. године, а Уклета кућа Сан Бернардино лиге помоћи отворена је 1958. Уклете куће су почеле да се појављују широм земље током 1962. и 1963. године, док је 1964. отворена Уклета кућа Сан Мантео, као и Уклета кућа дјечји музеј у Индијанаполису.
Уклета кућа као америчка културна икона је допринјела отварању Уклете виле у Дизниленду 12. августа 1969. године. Уклета кућа Кнот Бери фарма је почела да организује сопствену ноћну атракцију за Ноћ вјештица, под називом трашна фарма Кнот, која је отворена 1973. године. Евангелистички хришћани су усвојили облик ових атракција отварањем једне од првих „паклених кућа“ 1972. године.
Прву уклету кућу за Ноћ вјештица коју је водила непрофитна организација покренула је организација Sycamore-Deer Park 1970. године у Клифтону у Охају. Коспонзорисала ју је АМ радио станица WSAI, која емитује програм из Синсинатија. Последњи пут је догађај организован 1982. године. Други су слиједили њихов примјер и отварали сопствене верзије након успјеха куће у Охају. Организација March of Dimes је 1976. године заштитила ауторска права на „Мини уклету кућу за March of Dimes“ и почела је прикупљање средстава кроз своје локалне огранке, а једна од њихових кућа отворена је 1989. Иако су престали да подржавају ову врсту догађаја на националном нивоу током 1980-их, неке уклете куће March of Dimes су опстале и током 21. вијека.
Увече 11. маја 1984. године у Џексон Тауншипу се запалио Уклети замак Six Flags Great Adventure, а у пожару је страдало осам тинејџера. Реакција на трагедију била је пооштравање прописа који се односе на безбједност и грађевинских прописа, као и учесталост инспекција атракција широм земље. Мања мјеста, посебно непрофитне атракције, нису била у стању да финансијски опстану, а боље финансирана комерцијална предузећа попунила су празнину која је настала. Објекти који су некада могли да избјегну регулацију јер су сматрани привременим инсталацијама, морали су да се придржавају строжих прописа који се захтијевају за трајне атракције.
Крајем 1980-их и почетком 1990-их, тематски паркови су постали значајна фигура у прослављању Ноћи вјештица. Six Flags Fright Fest је отворен 1986. године, а Universal Studios Florida је започео са програмом хорора за Ноћ вјештица 1991. године. Кнотова страшна фарма је доживјела пораст посјећености током 1990-их као резултат америчке опсесије са Ноћу вјештица као културног догађаја. Тематски паркови су имали велику улогу у глобализацији празника, а током 21. вијека отворени су тематски паркови Universal Studios Singapore у Сингапуру и Universal Studios Japan у Јапану, док је Дизни ворлд почео организацију догађаја за Ноћ вјештица под називом „Микијева не тако страшна забава за Ноћ вјештица“ 1995. у Флориди, 2008. у Паризу, а затим и у Хонг Конгу и Јапану. Тематски паркови су највеће атракције са тематиком Ноћи вјештица, како по обиму тако и по посјети.

## Храна
Уочи Свих светих, многе западне хришћанске деноминације подстичу уздржавање од меса, што доводи до разноврсне вегетаријанске хране која се повезује са тим даном.
Пошто на сјеверној хемисфери Ноћ вјештица долази после годишње бербе јабука, бомбон јабуке (познате као карамела јабуке ван Сјеверне Америке), карамел јабуке или тафи јабуке су уобичајене посластице за Ноћ вјештица, које се праве умотавањем цијелих јабука у љепљиви шећерни сируп, а понекад се уваљају у љешнике.
Првобитно су се бомбони од јабука давали дјеци која су ишла у „смицалице или посластице“, али је та пракса брзо нестала након распрострањених гласина да су неки појединци уграђивали предмете попут игли и жилета у јабуке у Сједињеним Државама. Иако постоје докази о таквим инцидентима, у односу на степен пријављивања таквих случајева, стварни случајеви који укључују злонамјерна дјела су били изузетно ријетки и никада нису довели до озбиљних повреда. Многи родитељи су претпостављали да су такве гнусне праксе распрострањене због масовних медија, а на врхунцу хистерије, неке болнице су нудиле бесплатне рендгенске снимке слаткиша које су дјеца сакупила за Ноћ вјештица како би пронашле доказе о подметању. Скоро сви од неколико познатих инцидената тровања слаткишима укључивали су родитеље који су тровали слаткише своје дјеце.
Један од обичаја у Ирској је печење (или у модерном времену чешће куповина) бармбрека (báirín breac), што је воћни колач у који се стављају обичан прстен, новчић и друге ствари прије печења. Сматра се да је онај који пронађе предмет има среће. Такође се сматра да ће они који пронађу прстен пронаћи своју праву љубав у наредној години. То је слично традицији краљевског колача на празник Богојављења. Намирнице са темом Ноћи вјештица такође производе компаније ноћ раније; компанија Cadbury производи Goo Heads, сличне кремастим јајима.
У Великој Британији карамела ломача је популаран слаткиш за Ноћ вјештица и за Ноћ Гаја Фокса. У Великој Британији и Ирској су такође популарне бомбон јабуке или варијанта под називом тафи јабуке, а у Ирској и Шкотској су популарни „мајмунски љешници“.

## Хришћански обреди
Ноћ вјештица је први дан обиљежавања помена на свете. Током те ноћи, у Пољској су вјерници некада учили да се моле наглас док ходају кроз шуме како би душе умрлих нашле утјеху; у Шпанији, хришћански свјештеници у малим селима звоне на црквена звона како би подсјетили своје вјернике да се сјећају мртвих на Ноћ свих светих. У Ирској и међу имигрантима у Канади, обичај укључује хришћанску праксу уздржавања и Вече свих светих и дан који јој претходи је дан без меса, а умјесто тога се служе палачинке или колкан.
Хришћанска црква је традиционално обиљежавала Ноћ вјештица кроз службе, молитве, пост и бдење. Људи су се молитвама и постом припремали за славску трпезу наредног дана за Дан Свих Светих, а та црквена служба је позната као Бденије свих светих. Иницијатива позната као Ноћ свјетлости настоји да даље шири Бденије свих светих широм хришћанског свијета. Послије богослужења често слиједе „прикладне свечаности и забаве“, као и посјета гробљу, гдје се често стављају цвијеће и свијеће у припреми за Дан свих светих. У Енглеској, Свијетле забаве организују цркве послије богослужења на Ноћ вјештица са фокусом на Исуса као Свјетлости свијета. У Финској много људи посјећује гробља на Ноћ свих светих да би тамо запалили завјетне свијеће, што је познато као „валомери или мора свјетлости“.
У модерном добу, хришћански ставови према Ноћи вјештица су разнолики. У Англиканској цркви, неке епархије су одлучиле да нагласе хришћанске традиције повезане са Ноћи свих светих. Неке од тих пракси укључују молитву, пост и присуствовање богослужењима.
У Зборнику бденија свих светих у Англиканском бревијару, наведена је молитва за бденије:
Господе Боже наш, увећај, молимо те и умножи на нама дарове благодати Твоје, да ми, који спрјечавамо славни празник свих светих Твојих, будемо оспособљени да их радосно слиједимо у сваком врлинском и побожном животу. Кроз Исуса Христа, Господа нашег, који живи и царује са тобом, у јединству Духа Светога, увијек један Бог, у вјекове вјекова. Амин.
Други протестантски хришћани такође славе Дан свих светих као Дан реформације, дан сјећања на протестантску реформацију, уз Дан свих светих или независно од њега. Реформацију славе тога дана зато што се сматра да је Мартин Лутер закуцао својих деведесет пет теза на Цркву Свих Светих у Витенбергу на Дан свих светих. Често се „Празници жетве“ или „Празници реформације“ одржавају уочи Свих светих, на којима се дјеца облаче као библијски ликови или реформатори. Поред подјеле слаткиша дјеци која се шаљу током Ноћи вјештица, многи хришћани им обезбјеђују и јеванђелске трактате. Организација American Tract Society, објавила је да се само од њих наручује око 3 милиона трактата јеванђеља за прославе Ноћи вјештица. Други наручују слаткише Светог писма на тему Ноћи вјештица да се подијеле дјеци тога дана.
Неки хришћани сматрају да модерна прослава Ноћи вјештица банализује или слави паганизам, окултизам или друге праксе и културне феномене за које се сматра да су некомпатибилни са њиховим вјеровањима. Отац Габријеле Аморт, егзорциста у Риму, изјавио је: „ако енглеска и америчка дјеца воле да се облаче као вјештице и ђаволи једне ноћи у години, то није проблем. Ако је то само игра, нема штете у томе.“ У 21. вијеку, Римокатоличка надбискупија Бостона је почела са организацијом „Фестивала светих“ на Ноћ вјештица. Слично томе, многе савремене протестантске цркве гледају на Ноћ вјештица као на забаван догађај за дјецу, одржавајући догађаје у својим црквама гдје дјеца и њихови родитељи могу да се облаче, играју игрице и добију слаткише бесплатно. За те хришћане Ноћ вјештица не представља пријетњу по духовни живот дјеце, већ учење о смрти и смртности, а начине келтских предака сматрају вриједном животном лекцијом и дио су наслеђа многих њихових парохијана. Хришћански свјештеник Сем Портаро је написао да је Ноћ вјештица коришћење „хумора и исмијавања да би се суочили са моћи смрти“.
У Римокатоличкој цркви, хришћанска веза са Ноћи вјештица је призната, а прославе су уобичајене у многим католичким парохијским школама, као што су у Сједињеним Државама, док се у Ирској ноћ вјештица слави као празник и школе не раде два дана. Многе фундаменталистичке и евангелистичке цркве користе „Паклене куће“ и трактате у стилу стрипа да би искористиле популарност Ноћи вјештица као прилику за евангелизацију. Други сматрају да је Ноћ вјештица потпуно некомпатибилна са хришћанском вјером због свог претпостављеног поријекла у прослављању Празника мртвих. Иако источни православни хришћани обиљежавају Дан свих светих прве недеље после Педесетнице, Источна православна црква препоручује светковање вечерње или параклезе на западњачки светковину Ноћи свих светих, из пастирске потребе да се обезбиједи алтернатива на народна славља.

## Аналогне прославе и перспективе

### Јудаизам
Алфред Ј. Колатц је у књизи Друга јеврејска књига Зашто написао да јеврејска Халаха не дозвољава Ноћ вјештица јер крши поглавље 18:3 књиге Левитске, према којем Јеврејима није дозвољено да учествују у нејеврејским обичајима. Многи Јевреји заједнички поштују Јизкор четири пута годишње, што је дјелимично слично светковању Свих светих у хришћанству, у смислу да се молитве изговарају и за „мученике и за сопствену породицу“. Ипак, многи амерички Јевреји славе Ноћ вјештица, јер се сматрају одвојеним од свог хришћанског поријекла. Реформски рабин Џефри Голдвасер је изјавио да нема религиозног разлога зашто савремени Јевреји не би требало да славе Ноћ вјештица, док је ортодоксни рабин Мајкл Бројд истакао да Јевреји не треба да обиљежавају празник. Јеврејски празник Пурим се понекад пореди са Ноћи вјештица, дијелом због тога што су неки учесници носили костиме, посебно библијских личности описаних у наративу о Пуриму.

### Ислам
Шеик Идрис Палмер, аутор књиге Кратки илустровани водич за разумијевање ислама, истакао је да муслимани не би требало да учествују у Ноћи вјештица, наводећи да је учешће у Ноћи вјештица горе од учешћа у Божићу и Ускрсу, изјавивши: „грешније је него честитати хришћанима за њихово клањање распећу.“ Такође је проглашено харамом од стране Националног савјета за фетве Малезије због његових наводних паганских коријена у којима се наводи да се Ноћ вјештица слави користећи духовиту тему помијешану са ужасом, како би се забавили и одупрли духу смрти који утиче на људе. Исламско савјетодавно, правосудно и владино тијело Египта — Dar al-Ifta al-Misriyyah дозвољава обиљежавање празника, под условом да се прослава не назива „бајрамом“ и да понашање остаје у складу са исламским принципима.

### Хиндуизам
Хиндуси се сјећају мртвих током фестивала Питру Пакша, током којег одају почаст и изводе церемонију како би умирили душе својих предака. Слави се у хиндуистичком мјесецу Бадрапада, обично средином септембра. Прослава хиндуистичког фестивала Дивали понекад је у сукобу са датумом Ноћи вјештица, али неки Хиндуси бирају да учествују у популарним обичајима Ноћи вјештица. Други хиндуси се противе прослави јер сматрају да су западни празници попут Ноћи вјештица почели негативно да утичу на домородачке фестивале.

### Неопаганизам
Не постоји досљедно правило или поглед на Ноћ вјештица међу онима који себе описују као Неопагане или Виканце. Неки неопагани не поштују Ноћ вјештица, већ умјесто тога славе Самаин 1. новембра, док неки такође прослављају Ноћ вјештица, наводећи да се могу прослављати и Самаин и Ноћ вјештица. Неки неопагани се противе прослављању Ноћи вјештица, наводећи да то „банализује Самаин“ и избјегавају је због обичаја „смицалица или посластица“. У часопису The Manitoban је написано: „Виканци званично не славе Ноћ вјештица, упркос чињеници да ће 31. октобар и даље имати звијезду поред себе у сваком добром планеру дана Викана. Почевши од заласка сунца, Виканци славе празник познат као Самаин, који заправо потиче из старе келтске традиције и није искључива за неопаганске религије као што је Вика. Док традиције тог празника потичу из келтских земаља, савремени Виканци не покушавају да понављају историјске прославе Самаина. Неки традиционални ритуали се још увијек практикују, али у својој сржи, период се третира као вријеме за слављење мрака и мртвих, могући разлог зашто се Самаин може помијешати са прославама Ноћи вјештица.“

## Широм свијета
Традиција и значај Ноћи вјештица веома се разликују међу земљама које га поштују. У Шкотској и Ирској, традиционални обичаји за Ноћ вјештица укључују приређивање забава и дјецу која се облаче у костиме и иду у „гуисинг“, док друге традиције у Ирској укључују паљење ломача и ватромета. У Бретањи су се дјеца играла тако што су постављали свијеће у лобање на гробљима како би уплашили посјетиоце. Масовна трансатлантска имиграција у 19. вијеку је популаризовала Ноћ вјештица у Сјеверној Америци, а славље у Сједињеним Државама и Канади имало је значајан утицај на то како се догађај прославља у остатку свијета. Повећан утицај Сјеверне Америке, посебно у култним и комерцијалним елементима, проширио се на мјеста као што су Бразил, Еквадор, Чиле, Аустралија, већи дио Новог Зеланда, континентална Европа, Финска, Јапан, као и други дјелови источне Азије.
У Швајцарској, Ноћ вјештица, након што је први пут постала популарна 1999. године, доживјела је опадање популарности крајем 2010-их и почетком 2020-их, а углавном је остала најпопуларнија међу младима који посјећују забаве. Сматра се да Швајцарци генерално воле да се облаче за било коју прилику, али да више воле традиционалне елементе, као што је традиција Фаснахта да тјерају зиму буком и маскама. У Енглеској је Ноћ вјештица популарна, многе радње су украшене са вјештицама и бундевама, дјеца практикују одлазак у „смицалице или посластице”, а млади људи посјећују костимиране забаве. Ноћ вјештица се није славила у Србији до 2010-их, када је постепено постала популарна међу младима. Многе школе организују посебне журке поводом Ноћи вјештица, те дјеца и тинејџери носе костиме и маске. Барови, ноћни клубови и забавни паркови организују забаве за одрасле и младе. У Црној Гори је прослава постала популарна у 21. вијеку и обиљежава се у већини градова, гдје се обично прославља уз маскенбале. Румуни обиљежавају празник Светог Андреја, заштитника Румуније, 30. новембра, а на Андрејево вече се сматра да су духови. Бројни обичаји везани за гатање, на другим мјестима везаним за Ноћ вештица, у Румунији се везују за ту ноћ. Са популарношћу Дракуле у западној Европи, око Ноћи вјештица румунска туристичка индустрија промовише путовања на локације повезане са историјским Владом Цепешом и Дракулом из истоименог романа ирског писца Брема Стокера. Једна од најуспјешнијих забава за Ноћ вјештица у Трансилванији одржава се у Сегешвару, цитадели у којој је рођен Влад Набијач. Забава укључује мађионичарске представе, балетску представу и Ритуално убијање живог мртваца. Највећа забава за Ноћ вјештица у Трансилванији одржава се у замку Бран, званом Дракулин замак из Трансилваније. У Италији је Ноћ вјештица постала популарнија током 21. вијека и организују се костимиране забаве за младе људе. У Сјеверној Италији се резбаре бундеве у облику лобање и унутра се пале свијеће; дјеца такође иду да траже разне поклоне за мртве, обично слаткише или љешнике. У Венету се резбарене бундеве зову лумере или мртвачке бундеве.
У Бразилу је формиран Саки дан, који се слави 31. октобра, на исти дан као и Ноћ вјештица и званични је празник државе Сао Пауло, али га мали број Бразилаца слави. У Доминиканској Републици је Ноћ вјештица постала популарна током 21. вијека, углавном због многих Доминиканаца који живе у Сједињеним Државама, а затим доносе обичај у домовину. У већим градовима, као што су Сантијаго де лос Кабаљерос или Санто Доминго дјеца практикују одлазак у „смицалице или посластице”, док је мањим градовима и селима то скоро потпуно одсутно, углавном због вјерског противљења. Туристичка подручја као што су Сосуа и Пунта Кана имају многа мјеста са прославама Ноћи вјештица, углавном намијењена одраслима. У Мексику и мексичким заједницама у иностранству, прославе Дана мртвих су произашле из синкретизма домородачких традиција Астека са хришћанском даном светих шпанских колонизатора. Цвјетни украси, олтари и бомбоне су дио тог празничног периода. Празник се разликује од Ноћи вјештица по свом поријеклу и обиљежавању, али су два празника постала повезана због прекограничних веза између Мексика и Сједињених Држава кроз популарну културу и миграцију, пошто се обје прославе дешавају у исто доба године и могу укључивати сличне слике, као што су скелети. Ноћ вјештица и Дан мртвих су утицали једни на друге у неким областима Сједињених Држава и Мексика, при чему су традиције за Ноћ вјештица, као што су костими и сликање лица постајале све чешће карактеристике мексичког фестивала.
Копнена Кина је била мање под утицајем енглеске традиције него Хонг Конг, а Ноћ вјештица се генерално сматра „страним“. Како је празник постао популарнији глобално, постао је популарнији и у Кини, посебно међу дјецом која похађају приватне или међународне школе са много страних професора из Сјеверне Америке. У Хонг Конгу се обичај „смицалица или посластица“ од врата до врата обично не практикује због велике већине становника који живе у високим стамбеним блоковима, али се то организује у многим зградама у којима живе странци, гдје се такође праве и разне забаве. За ширу јавност организују се догађаји у Авенији звијезда Tsim Sha Tsui's, који покушавају да опонашају прославу. У области Лан Кваи Фонг, познатој као главна забавна четврт за међународну заједницу, више од 20 година одржавају се прославе и параде за Ноћ вјештица, са великим бројем људи који се облаче у костиме и иду улицама до разних установа за пиће. На Тајвану се традиционално прославља Фестивал духова, према којем духови који немају преживјелих чланова породице који би им одали почаст, могу да лутају Земљом током седмог лунарног мјесеца, који је познат као Мјесец духова. У 21. вијеку, углавном као резултат америчке поп културе, Ноћ вјештица је постала популарнија међу млађом популацијом, а догађаји за Ноћ вјештица се одржавају у многим областима широм Тајпеја, као што су Специјални дистрикт Ксинил и дистрикт Шилин гдје има много међународних школа и исељеника. Током Ноћи вјештица, продавнице и предузећа у Тианмуу постављају лампионе од бундеве испред својих продавница како би се идентификовали као дестинације за дјецу за долазак у „смицалице или посластице“. Ноћ вјештица је постала популарна у Јапану углавном као резултат америчке поп културе. Године 2009. славили су је само исељеници, а ношење сложених костима од стране младих одраслих ноћу је од тада постало популарно у областима као што су Америкамура у Осаки и Шибуја у Токију, гдје се у октобру 2012. око 1.700 људи обукло у костиме да би учествовало на фестивалу Ноћи вјештица. Прославе су постале популарне међу младима као костимирана забава и клупски догађај, а обичај „смицалица или посластица” за јапанску дјецу је завладао у понеким областима; до средине 2010-их, Јакузе су давале ужине и слаткише дјеци. Од 2022. године, Саудијска Арабија је почела да слави Ноћ вјештица у јавности у Ријаду. Средином јула Сингапурски Кинези славе Фестивал гладних духова, вријеме када се вјерује да се духови мртвих враћају да посјете своје породице. У 21. вијеку, прославе Ноћи вјештица су постале све популарније, са утицајем са запада, а 2012. године је било преко 19 великих догађаја прославе Ноћи вјештица широм Сингапура. Музеј ужаса је одржао свој четврти фестивал страха 2014. године, а Универзал студио Сингапур организује Ноћи хорора за Ноћ вјештица. Популарност празника међу младима у Јужној Кореји потиче од енглеских академија и корпоративних маркетиншких стратегија, а на њега су утицале прославе Ноћи вјештица у Јапану и Америци. Иако није државни празник, слави се у различитим областима у близини Сеула, посебно у Итаевону и Хонгдаеу. Период од 31. октобра до 2. новембра је вријеме сјећања на умрле чланове породице и пријатеље на Филипинима и многи Филипинци се враћају у своје родне градове на породична окупљања у знак сјећања. Током година је Ноћ вјештица постала популарнија и „смицалице или посластице” су замијениле душебрижништво, обичај познат као Pangangaluluwâ, у којем су људи ишли у групама и нудили пјевање пјесама у замјену за новац или храну.
На Новом Зеланду, Ноћ вјештица се не слави у истој мјери као у Сјеверној Америци, иако су у 21. вијеку нерелигијске прославе постале све чешће. обичај „смицалица или посластица” је постао све популарнији међу малољетницима, упркос томе што није „британски или киви догађај“, већ утицај америчке глобализације. Једна критика Ноћи вјештица је то да је превише комерцијализована, као што је од стране компаније The Warehouse Group. Нерелигијске прославе Ноћи вјештица по узору на сјеверноамеричке свјечаности постале су популарније у Аустралији у 21. вијеку иако традиционално нису дио културе. Неки Аустралијанци критикују што је празник прихваћен у њихову културу, а многи не воле комерцијализацију и утицај америчке поп културе. Неки присталице га стављају уз друге културне традиције као што је Дан Светог Патрика. Због поларизованих мишљења о Ноћи вјештица, велики број људи је почео да украшава своје поштанске сандучиће како би назначио да су дјеца добродошла да покуцају. Током 2010-их популарност је порасла, а 2020. године покренут је први часопис посвећен искључиво обиљежавању Ноћи вјештица у Аустралији, под називом Hallozween. Године 2021. продаја костима, украса и резбарења бундева порасла је на највиши ниво, упркос утицају пандемије ковида 19, која је ограничавала прославе.

## Потрошња
Национална малопродајна федерација је објавила да се очекује да ће Американци потрошити 12,2 милијарде долара на Ноћ вјештица 2023. године, у односу на 10,6 милијарди долара колико је потрошено 2022. године. Од тог износа се предвиђа да ће 3,9 милијарди долара бити потрошено на кућне декорације, у односу на 2,7 милијарди долара 2019. године. Популарност украса за Ноћ вјештица је порасла крајем 2010-их и почетком 2020-их, а трговци на мало сваке године нуде широк спектар сложенијих и великих украса.